# 東薩彥嶺
東薩彥嶺是俄羅斯的山脈，位於西伯利亞南部，北面是克拉斯諾亞爾斯克邊疆區，東面是布里亞特共和國和伊爾庫茨克州，全長1,000公里，最高點海拔高度3,491米。